# Kolenec rolní

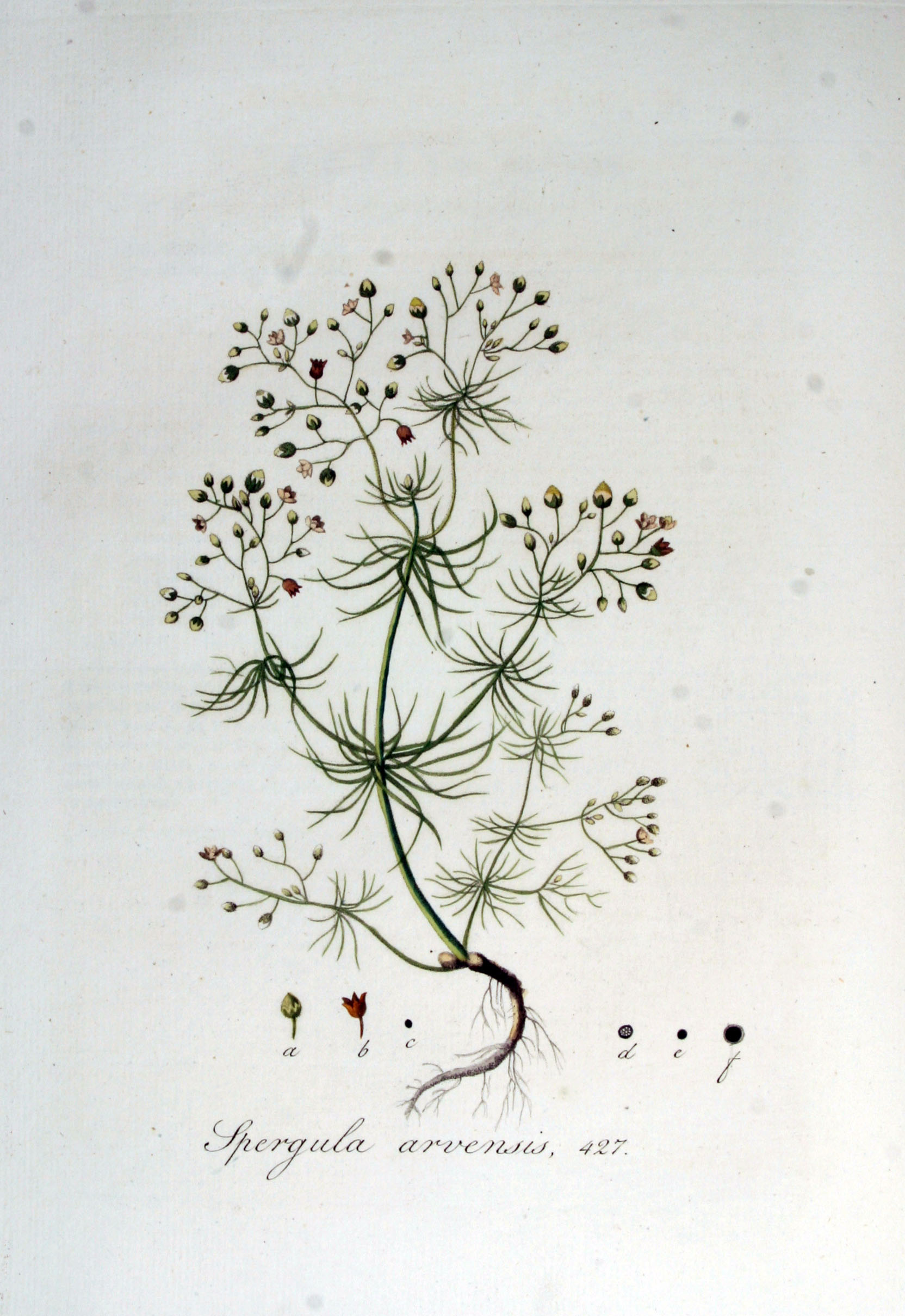
Nákres kolence rolního

Kolenec rolní (Spergula arvensis) je nevysoká, hojně se vyskytující plevelná bylina, jeden z asi 60 druhů rodu kolenec. Je rostlinou druhotně rozšířenou na všechny trvale obydlené kontinenty, neosídlil jen tropy, pouště a nejchladnější oblasti.
V České republice roste po celém území, v teplých nížinatých oblastech roztroušeně až vzácně, zato v chladnějších, výše položených je hojný. Nevyskytuje se, nebo jen ojediněle, v místech s vápnitou půdou nebo v souvislých zalesněných územích. V české přírodě je považován za zdomácnělý archeofyt, který zde v minulosti doputoval ze Středomoří.

## Ekologie
Obvykle roste na výživných, slabě kyselých a mírně vlhkých písčitých půdách. Vyskytuje se jak na obdělávaných polích, tak i na úhorech a různých typech obnažených půd a to od planárního po montánní stupeň. Nebývá členem rostlinných společenstev s uzavřeným porostem, vyjma pastvin nebo jetelů v prvém roce po výsadbě, kdy ještě není půdní povrch zcela pokryt. Směrem do teplých, tropických území se více vyskytují ve vyšších nadmořských výškách.
Rostliny produkují dva typy semen, buď s osemením hladkým (optimálně klíčí při 13 °C), nebo bradavičnatým (klíčí při 21 °C), každá rostlina má semena pouze jednoho typu.

## Popis
Jednoletá, žlutozelená až šedozelená rostlina s třemi až osmi přímými nebo vystoupavými, v horní polovině rozvětvenými lodyhami, které mohou dorůst do výšky 10 až 40 cm. Lodyhy, rostoucí z kůlovitého kořene, bývají v horní části žláznatě pýřité a jsou porostlé vstřícnými, přisedlými, čárkovitými, dužnatými listy s velkými palisty. Čepele listů jsou dlouhé 15 až 30 mm a široké jen do 1 mm, vespod mají podélnou rýhu a na vrcholu jsou tupé.
Oboupohlavné, pětičetné, asi 1 cm velké květy na tenkých, poměrně dlouhých a hustě chlupatých stopkách vyrůstají ve vidlanovitých květenstvích. Mají pět drobných kališních plátků a pět bílých, tupě okrouhlých, brzy opadávajících korunních plátků, které jsou jen o málo větší než kališní. V květu bývá sedm až deset žlutých tyčinek, gyneceum je synkarpní, pětidílný semeník nese pět čnělek. Kvete od června do září.
Květy se otvírají za slunného počasí asi v deset hodin dopoledne a již po pěti hodinách uvadají. Za deštivého počasí se neotvírají vůbec a opylují se vlastním pylem. Po odkvětu se stopky květů svěšují a zrající plod je tak chráněn vytrvalým kalichem proti dešti. Před dozráním plodů se stopky opět napřimují, aby mohl vítr vypadávající semena rozsévat do větších vzdáleností.
Plod je vejčitá, asi 5 mm dlouhá, pětidílná tobolka obalená suchým kalichem, která se ve zralosti otvírá na vrcholu pěti chlopněmi. Obsahuje přibližně patnáct tmavých, čočkovitých semen asi 1 mm velkých, která mívají po obvodě ostrou hranu.

## Rozmnožování
Rozmnožuje se výhradně generativně, na jedné rostlině může uzrát až 10 tisíc semen. Semena se rozšiřují anemochorně, endozoochorně, povrchovou vodou, znečištěným osivem, semeny kontaminovaném chlévským hnojem nebo přenosem zemědělskou technikou. Životaschopná semena bývají nalézána v trusu řady býložravých zvířat nebo ptáků.
Semena mají krátce po uzrání malou klíčivost, ta se zvýší po přezimování v půdě, hromadně pak klíčí následujícím rokem brzy na jaře. Nejlépe klíčí semena uložená v půdě těsně pod povrchem, v hloubce 4 cm a více jen čekají, klíčivost si udržují po několik let.

## Význam
Kolenec rolní je v některých oblastech, například ve Střední Evropě, považován za plevel, který hlavně na písčitých a písčito-hlinitých půdách vyrůstá nejčastěji v jařinách a okopaninách. V zaplevelených půdách se shromažďuje velké množství semen, která v příhodných podmínkách vyrůstají hromadně, na 1 m² pak vyroste i 3000 semenáčků vytvářející rozměrné polštáře.
V České republice se jedná o méně významný plevelný druh, v polních plodinách nebývá příliš nebezpečný a v dobře zapojeným porostem je snadno potlačován, je málo odolný vůči běžným herbicidům. V krajinách kde původně nerostl se mu velmi dobře daří, např. na Aljašce, Novém Zélandu, v Austrálii nebo Brazílii je považován za závažný plevel.
V některých afrických suchých a písčitých oblastech s půdami chudými na živiny je uměle vyséván jako krmná plodina pro ovce a skot, v době nedostatku býval v minulosti i v severní Evropě sklízen a ze semen se mlela mouka a pekl chléb.

## Galerie

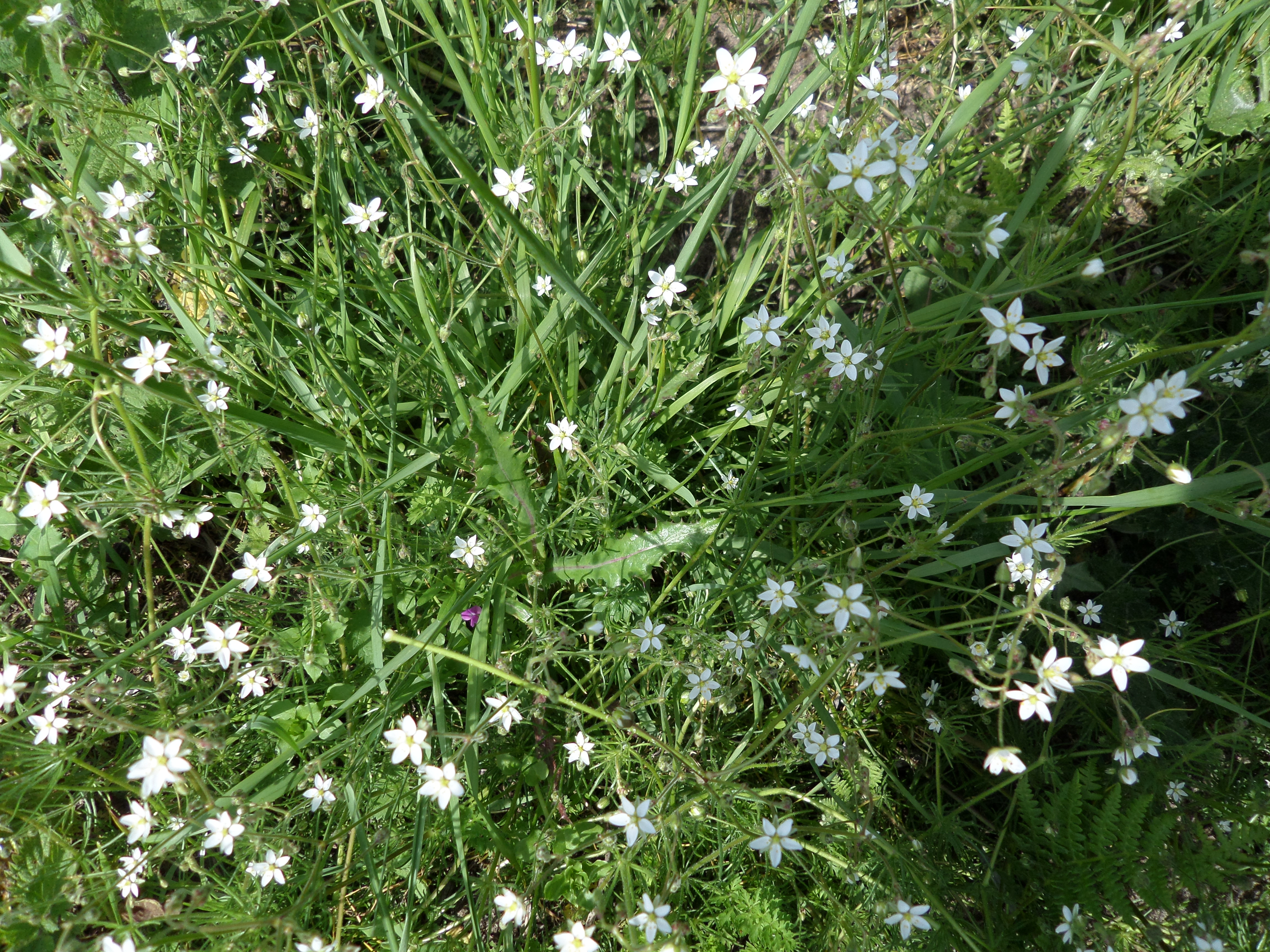
Kvetoucí porost
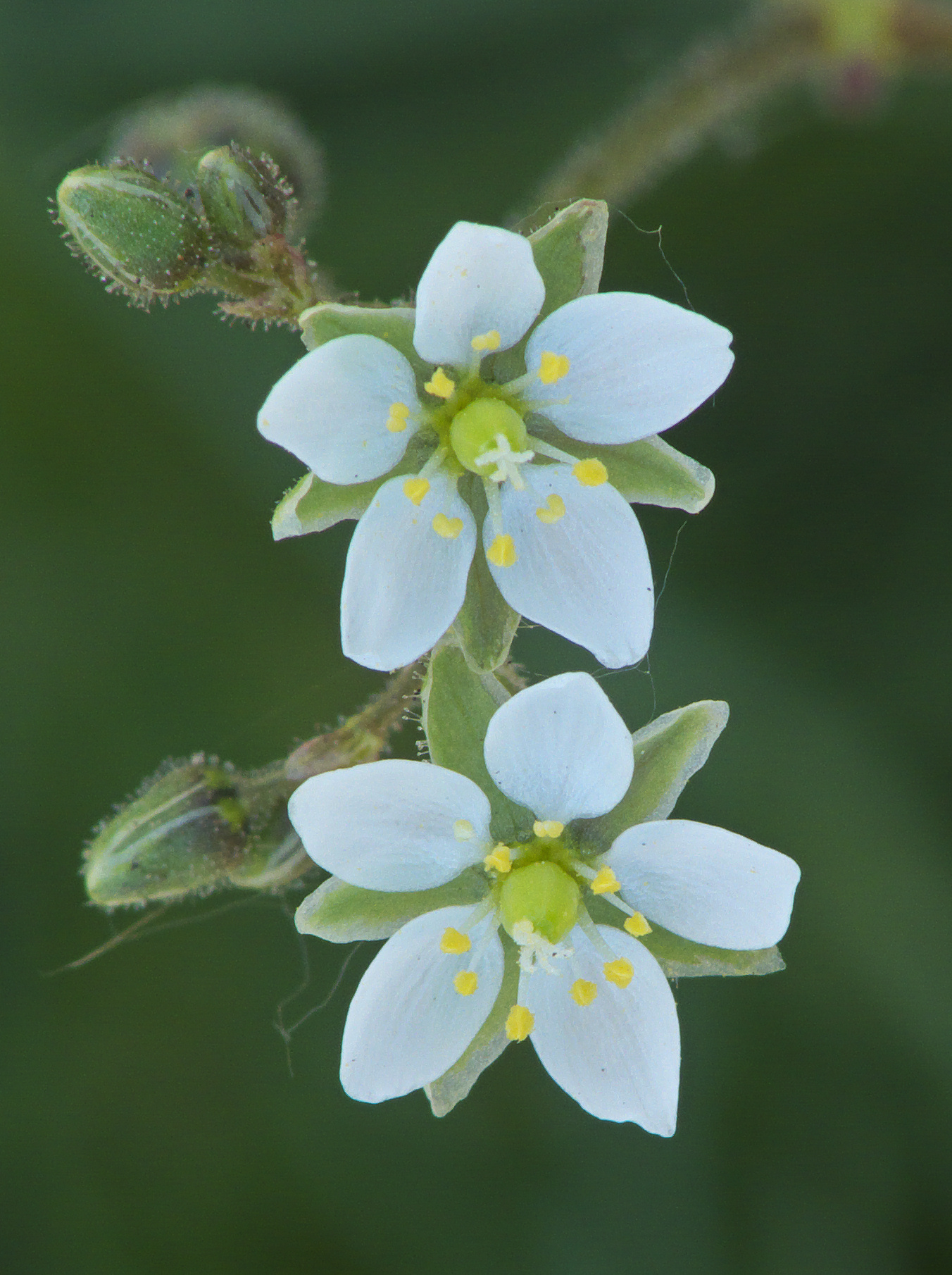
Květy
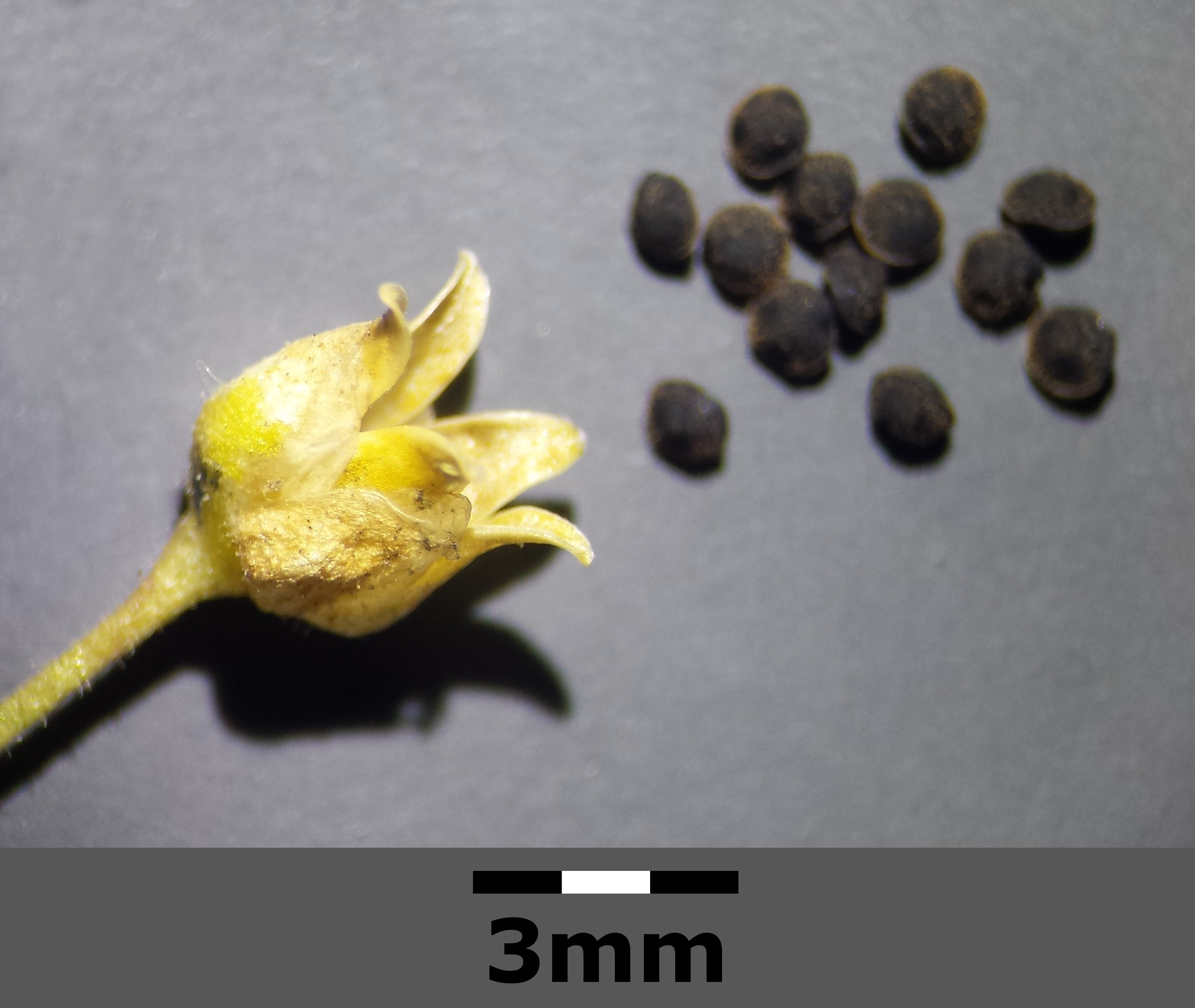
Tobolka se semeny